# Prokletý kšeft
Prokletý kšeft (v anglickém originále Dog Eat Dog) je americký film z roku 2016. Natočil jej režisér Paul Schrader podle scénáře, který napsal společně s Matthewem Wilderem. Schrader ve filmu také hrál. Šlo o jeho vůbec první hereckou roli. Hlavní role zde hráli Nicolas Cage a Willem Dafoe. Originální hudbu k filmu vytvořilo duo We Are Dark Angels (Deantoni Parks a Nicci Kasper). Scénář k filmu byl napsán podle stejnojmenné knihy Edwarda Bunkera. Snímek měl premiéru na Filmovém festivalu v Cannes.

## Obsazení
- Nicolas Cage jako Troy
- Willem Dafoe jako Mad Dog
- Christopher Matthew Cook jako Diesel
- Omar Dorsey jako Moon Man
- Paul Schrader jako Grecco The Greek
- Louisa Krause jako Zoe
- Melissa Bolona jako Lina
- Chelcie Lynn jako Sheila
- Chelsea Mae jako Madeleine
- John Patrick Jordan jako Jack Cates
- Magi Avila jako Nanny Carmen
- Jeff Hilliard
- Sam Caminero jako Dan Rubin

## Produkce
Natáčení začalo 19. října 2015 v Clevelandu v Ohio a skončilo 23. listopadu 2015. 